# Diaphractus muticus
Diaphractus muticus är en spindelart som beskrevs av Lawrence 1927. Diaphractus muticus ingår i släktet Diaphractus och familjen plattbuksspindlar.
Artens utbredningsområde är Namibia. Inga underarter finns listade i Catalogue of Life.